# Sima Fang
En aquest nom xinès, el cognom és Sima.
Sima Fang (149-219 EC) va ser un polític xinès que va viure durant el període de la Dinastia Han Oriental de la història xinesa. Ell era el pare de Sima Yi.